# Stade de Gerland (stacja metra)
Stade de Gerland – stacja początkowa metra w Lyonie, na linii B. Stacja została otwarta 4 września 2000. W pobliżu znajduje się stadion Stade Gerland.